# Vincenzo Salvadore
Vincenzo Salvadore (Santa Teresa di Riva, 22 aprile 1891 – Caracas, 18 agosto 1974) è stato un ingegnere e politico italiano.

## Biografia

### Origini
Vincenzo Salvadore nacque a Santa Teresa di Riva, figlio del notaio Giuseppe Salvadore-Crisafulli (1847-1914) e di Giuseppa Toscano (1860-1946), possidente terriera.
Il padre apparteneva ad un'agiata famiglia patrizia di ricchi proprietari terrieri di Savoca, i del Salvadore, discendente da un ramo dal nobile casato dei Gallego di Spagna, che, nel Cinquecento, si stabilì a Savoca dove, per almeno tre secoli, fu al centro della vita economica e politica della cittadina collinare e della limitrofa città rivierasca di Santa Teresa di Riva. Il nonno paterno, il notar Vincenzo Salvadore (1806-1857), aveva ricoperto la carica di sindaco di Savoca nel 1846; il bisnonno, il notar Antonino Salvadore (1777-1831) era stato capitano di giustizia e successivamente giudice circondariale di Savoca.

### Carriera e attività politica
Compì gli studi liceali presso il Collegio "Pennisi" dei gesuiti di Catania, e gli studi universitari al Politecnico di Torino, dove, nel 1914, si laureò in Ingegneria meccanica ed industriale. Dopo la laurea partì come volontario alla volta del fronte della prima guerra mondiale. Nei primissimi anni venti visse in Germania dove si perfezionò e dove sposò una cittadina tedesca di religione ebraica di nome Ilse Lenel.
Tornato in Sicilia, aderì al fascismo, avendo come punto di riferimento il deputato Michele Crisafulli Mondìo col quale era imparentato. Progettò numerosi edifici della città di Messina come il cine-teatro "Savoia", la "passeggiata a mare", il cavalcavia della stazione ferroviaria, il Real Convitto "Dante Alighieri". Nel 1932, a Santa Teresa di Riva, realizzò il progetto per la costruzione della nuova chiesa di Santa Maria di Portosalvo.
Nel novembre 1928, su nomina governativa, assunse la carica di podestà di Messina, che mantenne ininterrottamente fino al 1933. Nel corso del quinquennio venne iniziata la ristrutturazione del teatro Vittorio Emanuele, si completò la ricostruzione della Cortina del Porto, la pavimentazione della via Tommaso Cannizzaro, la sistemazione della strada Messina-Faro, si migliorò l'approvvigionamento idrico cittadino col potenziamento dell'acquedotto della Santissima. Si procedette alla realizzazione del collettore di via Santa Cecilia in un contesto di ricostruzione della rete fognaria cittadina distrutta dal sisma di un ventennio prima. Infine bandì il concorso nazionale per il progetto della nuova Palazzata e diede un generale nuovo impulso alla ricostruzione della città con programmi vari di finanziamento pubblico.
Nel 1929, in qualità di podestà di Messina, presenziò alla riapertura al culto del ricostruito Duomo cittadino risorto dalle macerie del terremoto del 1908; alla cerimonia partecipò altresì il re Vittorio Emanuele III.
Conclusa la sua esperienza podestarile, nel 1933 si trasferì a Roma, dove venne nominato da Benito Mussolini segretario particolare del ministro dei Lavori Pubblici.
L'emanazione in Italia delle leggi razziali fasciste del 1938 indusse Vincenzo Salvadore, che era sposato ad una ebrea tedesca, ad abbandonare la politica attiva e ad eclissarsi dalla vita pubblica.
Nel 1948 si trasferì definitivamente in Venezuela, dove si dedicò alla sua professione di ingegnere fondando una azienda di costruzioni; nel paese sudamericano fu un punto di riferimento per i numerosi suoi concittadini e per i siciliani che nel secondo dopoguerra si trasferirono in quel paese in cerca di lavoro.
Morì a Caracas nel 1974.